# Лешнински окръг
Лешнински окръг (на полски: Powiat leszczyński) е окръг в Западна Полша, Великополско войводство. Заема площ от 805,81 км2. Административен център е град Лешно, който не е част от окръга.

## География
Окръгът се намира в историческия регион Великополша. Разположен е в югозападната част на войводството.

## Население
Населението на окръга възлиза на 53 013 души (2012 г.). Гъстотата е 66 души/км2.

## Административно деление
Административно окръгът е разделен на 7 общини.
Градско-селски общини:
- Община Ошечна
- Община Ридзина

Селски общини:
- Община Вийево
- Община Влошаковице
- Община Кшеменево
- Община Липно
- Община Швенчехова

## Фотогалерия
- Ошечна
- Ридзина